# Salmacis belli
Espèce
Synonymes
- Salmacis sphaeroides belli Döderlein, 1902[1]
- Salmacis sphaeroides var. belli Döderlein, 1902[1]

Salmacis belli est une espèce d'oursins réguliers tropicaux de la famille des Temnopleuridae.

## Description
C'est un oursin régulier de forme presque sphérique, dont le diamètre de la coquille (appelée « test ») peut aller jusqu'à 10 cm. Les piquants (« radioles ») sont très courts, en fines aiguilles courtes et cylindriques sur les trois quarts supérieurs du corps (où ils alternent avec une grande abondance de pédicellaires, tridactyles et globifères), et plus longs, élargis, aplatis et légèrement courbes sur la face orale, qui est presque plane. Dans tous les cas, ils sont annelés de rouge plus ou moins sombre et de jaune (parfois blanc ou orangé), et ceux de la face orale, plus longs et épais, ont parfois la base verte. Chez les gros individus, ces piquants sont souvent réunis en touffes quadrangulaires, laissant les sutures entre les plaques du squelette apparentes.
Ces oursins ne doivent pas être confondus avec ceux du genre Asthenosoma. Ces derniers sont venimeux, plus gros, plus aplatis, et ont des piquants plus longs et non lisses, mais comme perlés de capsules à venin.

## Répartition
Cet oursin se rencontre dans l'Indo-Pacifique et plus précisément en Océanie, notamment en Australie et en Nouvelle-Calédonie. On le trouve sur les platiers et les herbiers, entre 2 et 50 m de profondeur, parfois plus.

## Liste des sous-espèces
Selon BioLib (29 septembre 2020) :
- sous-espèce Salmacis belli belli Döderlein, 1902

Holotype de Salmacis belli unicolor séché et préservé.

- sous-espèce Salmacis belli unicolor Mortensen, 1942

## Écologie et comportement
C'est un oursin nocturne, qui vit caché le jour dans des grottes sous-marines, des anfractuosités ou sous des pierres ou du corail. Il se nourrit principalement d'algues et de débris coralliens. Il se nourrit la nuit, parfois en grand nombre.
La reproduction est gonochorique, et mâles et femelles relâchent leurs gamètes en même temps en pleine eau, où œufs puis larves vont évoluer parmi le plancton pendant quelques semaines avant de se fixer.